# Tratado de Vereeniging

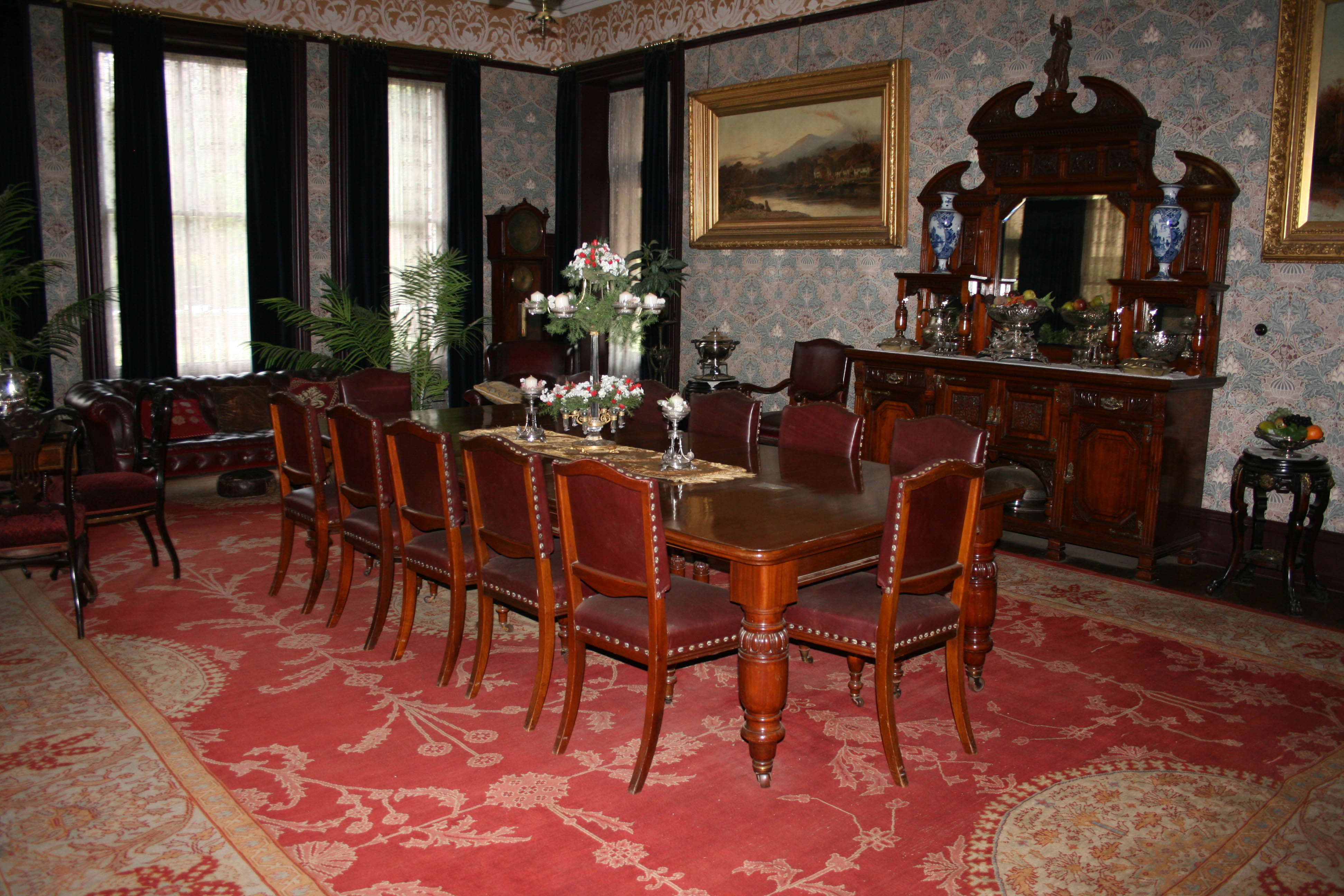
A mesa na Melrose House, em Pretória, onde o tratado foi assinado, em maio de 1902.

O Tratado de Vereeniging, assinado a 31 de Maio de 1902, entre representantes do Reino Unido e das repúblicas bôeres do Transvaal e do Estado Livre de Orange, pôs fim às Guerras Bôeres, colocando todo o território da África do Sul como um domínio, colônia, do Reino Unido, denominado União Sul-Africana.
Este acordo previa o fim das hostilidades e eventual autogoverno para o Transvaal (República Sul-Africana) e o Estado Livre de Orange. O governo britânico concordou em vários detalhes no tratado.

## Antecedentes

### Proposta de sete pontos rejeitada
Em 9 de abril de 1902, com passagem segura garantida pelos britânicos, a liderança bôer reuniu-se em Klerksdorp, Transvaal. Estavam presentes Marthinus Steyn, presidente do Estado Livre e Schalk Burger, presidente interino do Transvaal, com os generais bôeres Louis Botha, Jan Smuts, Christiaan de Wet e Koos de la Rey e eles discutiriam o progresso da guerra e se as negociações deveriam ser abertas com os britânicos.
Em 12 de abril, uma delegação de dez homens bôeres deslocou-se a Melrose House, em Pretória, e encontrou-se com o general Kitchener, trazendo consigo uma proposta de sete pontos para um tratado de amizade. Sua posição era retornar a um status quo pré-guerra para as repúblicas com certas mudanças, como uma união comercial com as colônias britânicas, votos para uitlanders, línguas iguais nas escolas e uma anistia. Kitchener ficou surpreso, mas encaminhou a proposta para Londres, sabendo que não seria aceita, mas queria que o diálogo entre as duas partes continuasse. Alfred Milner juntou-se às negociações em 14 de abril, mas ele era hostil aos bôeres e queria uma rendição incondicional e uma rédea livre na administração das duas repúblicas como colônias. O governo britânico rejeitou os termos dos bôeres e a delegação pediu a Kitchener uma série de armistícios para que eles pudessem retornar e consultar os comandos sobre se poderiam negociar uma rendição e seus termos.

### Sessenta delegados se comprometem em Vereeniging
Em 15 de maio, os comandos elegeram 30 delegados de cada república pré-guerra e se reuniram em Vereeniging. Eles incluíram para o Transvaal alguns burgueses não-combatentes, mas principalmente oficiais militares como Chris Botha, Jan Celliers de Lichtenberg, Jan Kemp (Krugersdorp), Petrus Johannes Liebenberg (Potchefstroom), Chris Muller (Boksburg), D. J. Schoeman (Lydenburg) e S. P. du Toit (Wolmaransstad). O Estado Livre de Orange foi representado, por exemplo, por L.P.H. Botha (Harrismith), G.A. Brand (Bethulie, Caledon River, Rouxville, Wepener e East Bloemfontein), D.H. van Coller (Heilbron), Christoffel Cornelis Froneman (Winburg e Ladybrand), J.N. Jacobs (Boshof), C. A. van Niekerk (Kroonstad), Wessel Jacobus Wessels (Harrismith e Vrede).
O debate foi acalorado, dividido entre os Transvaalers que queriam o fim da guerra, já que as condições de vida para os civis bôeres no Transvaal estavam ficando desesperados com as divisões que se desenvolviam na população bôer lá, enquanto os Free Staters desejavam continuar a guerra.
Um compromisso foi alcançado e os generais retornaram a Pretória em 19 de maio com uma proposta de que as repúblicas permanecessem independentes, com relações exteriores e autogoverno sob controle britânico, cedendo o controle da Suazilândia e renunciando ao controle dos campos de ouro de Witwatersrand.

### Bôeres e debate britânico
Os termos foram rejeitados por Kitchener e Milner, com os dois discordando sobre a direção do futuro, com o primeiro buscando a reconciliação e o segundo buscando humilhação. O debate entre os generais bôeres e a delegação britânica continuaria por dias. Os britânicos fizeram concessões que incluíam que os rebeldes do Cabo só fossem privados de direitos por cinco anos.
A questão da emancipação negra foi resolvida, quando o argumento de Joseph Chamberlain antes da guerra para que os direitos políticos dos negros fossem considerados no final da guerra foi ignorado no interesse da reconciliação, e Smuts foi capaz de incluir uma cláusula de que o argumento para a emancipação negra seria decidido quando o autogoverno fosse realizado para o Transvaal e o Estado Livre. Quanto à questão controversa de dívida de guerra britânica e bôer e notas promissórias, Botha queria £ 3 milhões, enquanto os britânicos ofereceram £ 1 milhão, com Milner irritado com a ideia de pagar por notas promissórias Boer, mas Kitchener concordou vendo o ponto de vista de Botha de que isso fortaleceria o último na negociação dos termos com seus delegados. O rio Orange e as colônias do Transvaal seriam administrados primeiro por uma administração militar britânica, depois por civis e, em algum momento no futuro, via autogoverno.

### Tratado de Paz
Em 27 de maio de 1902, o gabinete britânico se reuniu para discutir os termos finais do tratado e, em 28 de maio, em Pretória, os bôeres foram apresentados com os termos e receberam três dias para tomar uma decisão de que a resposta necessária era sim ou não.
Sessenta delegados bôeres se reuniram em Vereeniging para debater os termos do tratado e um debate acalorado se desenvolveu entre os Transvaalers e os Free Staters, com Botha e Smuts argumentando a favor, enquanto Marthinus Steyn argumentou contra. Estando doente, ele renunciaria ao cargo de presidente do Estado Livre após o primeiro dia de debate e aconselhou Christiaan de Wet que, se os Transvaalers concordassem com o tratado, ele também deveria, pois o Estado Livre não poderia continuar a guerra por conta própria.
Por volta das 14h do dia 31 de maio de 1902 foi convocada uma votação e 54 delegados votaram sim aos termos do tratado, apenas 6 votaram não. No mesmo dia, os líderes bôeres retornaram a Kitchener em Melrose House, em Pretória, e o tratado de paz foi assinado. Embora o tratado tenha o nome da cidade de Vereeniging, no Transvaal, onde ocorreram as negociações de paz, o documento foi realmente assinado na Melrose House, em Pretória.

## Termos do acordo
Esse acordo implicou o fim das hostilidades e a rendição de todas as forças bôeres e suas armas aos britânicos, com a promessa de eventual autogoverno ao Transvaal (República Sul-Africana) e ao Estado Livre de Orange como colônias do Império Britânico. As Repúblicas Boôeres concordaram em ficar sob a soberania da Coroa Britânica e o governo britânico concordou com vários detalhes, incluindo o seguinte:
1. Todos os combatentes bôeres de ambas as repúblicas tiveram que se entregar
2. Todos os combatentes seriam desarmados
3. Todos tiveram que jurar fidelidade à Coroa
4. Nenhuma pena de morte seria aplicada
5. Uma anistia geral seria aplicada
6. O uso do holandês seria permitido nas escolas e tribunais
7. Para eventualmente dar ao Transvaal e ao Estado Livre de Orange o autogoverno
8. Para evitar discutir a questão da emancipação nativa (negra) até que o autogoverno tenha sido dado
9. Para pagar aos bôeres £ 3 000 000 em ajuda à reconstrução
10. Os direitos de propriedade dos bôeres seriam respeitados
11. Nenhum imposto sobre a terra seria introduzido
12. Armas particulares registradas seriam permitidas